# 関西社会学会
関西社会学会（かんさいしゃかいがっかい、英語: Kansai Sociological Association (KSA)）は、日本の学術研究団体の一つ。

## 概要
1956年5月26日設立。学術研究団体としての種別は単独学会。
社会学を学術研究領域とし、関西地区における社会学の発展を推進し、会員相互の連絡を図ることを目的としている。
国内においては社会学系コンソーシアムに加盟している。

## 沿革
- 1956年 - 関西社会学会設立。

## 刊行物

### フォーラム現代社会学
- 誌名（和文）：フォーラム現代社会学
- 誌名（欧文）：Kansai Sociological Review
- 創刊年：2002
- 資料種別：ジャーナル（査読付き論文を含む）
- 使用言語：日本語（英文抄録あり）
- 発行形態：印刷体、eジャーナル
- 著作権帰属先：学会
- クリエイティブコモンズ：定めていない
- 購読：無料